# Claude Mouchard
Pour les articles homonymes, voir Bouchard.
Claude Mouchard est un poète, critique et traducteur français né en 1941.

## Biographie
Professeur émérite de littérature comparée à l’université Paris VIII, et rédacteur en chef-adjoint de la revue Po&sie, il a entre autres publié deux essais historico-critiques et plusieurs livres de poèmes. 
Il a traduit, en collaboration, de nombreux ouvrages, en particulier des pièces de théâtre (Blanche-Neige de Robert Walser, Eli de Nelly Sachs) et des recueils de poèmes (entre autres Géographie III  d’Elizabeth Bishop, Osiris et Antique observatoire de Gōzō Yoshimasu, Poèmes de la bombe atomique de Sankichi Tōge, Une feuille noire dans la bouche de Ki Hyongdo). Maître d'œuvre de deux numéros spéciaux de la revue Po&sie, consacrés respectivement à la poésie japonaise contemporaine et à la poésie sud-coréenne contemporaine, il travaille actuellement à la publication, dans cette revue, de poètes du continent africain.

## À propos  d'«œuvres-témoignages »:Qui si je criais...?
Interrogeant des œuvres (de Ossip Mandelstam, Paul Celan, Imre Kertész, Avrom Sutzkever, Nelly Sachs, Anna Akhmatova, Margarete Buber-Neumann, Varlam Chalamov, Sankichi Tōge, Masuji Ibuse, Shōhei Ōoka, Rithy Panh…) qui se confrontent, de façon contemporaine ou rétrospective, aux pires violences de masse du XXe siècle, Qui si je criais…?  montre comment, tout en étant « chargées d’un contenu et d’une transmission » également urgents, elles « osent ce qu’il y a de plus aléatoire et de plus imprévisible: le rapport littéraire au lecteur indéterminé, l’adresse poétique à ce que Mandelstam appelle l’‘interlocuteur’ ». Mouchard s'efforce de faire voir comment de telles œuvres créent un « lien à travers le vide », lien que la lecture doit essayer de prolonger.

## Poésie et « notes »
Tout en travaillant à accueillir et transposer, en français, une multiplicité  de voix, Mouchard affirme qu’il n’y a « rien, peut être de plus anti-identitaire que la poésie et la traduction de la poésie ». Papiers ! s’écrit ainsi au plus près de ce qui « arrive » – en l’occurrence des questions, sensations, réactions, du « mal imaginable » (physique, moral, social) lié à la présence de ce qu’il est convenu d’appeler un « sans-abri » dans les rues d’Orléans.  Depuis 2008, Mouchard a publié plusieurs séries de Notes dans les revues Po&sie et Fario, ainsi que sur le site Poezibao, qui transcrivent l’expérience – rencontre, récits, conversations, interrogations – vécue « avec Ousmane », un réfugié du Darfour, dans une œuvre qui interroge et déborde les limites linguistiques, génériques, politiques de l’écriture de poésie pour déboucher sur une « horizontalité sans bords », en refusant par sa typographie même toute forme de clôture: notes « hétérogènes et tressautantes – sous les impacts d’informations diverses et imprévues » ; vouées à « recréer » ce que Mouchard appelle « de l’ ‘ici-maintenant’ », « de l’ ‘avec’ », ou « de l’ ‘entre’ », pour travailler « à un ‘nous’ problématique et vital ».

## Œuvres
- Perdre, poèmes, Champigneulles, France, Berger-Levrault Éditions, coll. « Des Lettres », 1979, 104 p.  (ISBN 2-7013-0272-2) - rééd. Paris, Point hors ligne, 1989  (ISBN 2-904821-24-4)
- Ici, poèmes, Paris, Éditions Le Nouveau Commerce, 1986, 72 p.  (ISBN 2-85541-029-0)
- Un grand désert d’hommes : 1851-1885 : les équivoques de la modernité , Paris, Éditions Hatier, coll. « Brèves littérature », 1991, 341 p. (BNF 35426652)
- L'air : poèmes choisis, 1974-1997 , Belval, France, Éditions Circé, 1997, 125 p.  (ISBN 2-84242-034-9)
- Qui si je criais...? Œuvres-témoignages dans les tourmentes du XXe siècle, Paris, Éditions Laurence Teper, 2007, 507 p.  (ISBN 978-2-916010-20-5)[15],[16]
- Papiers !, pamphlet-poème, Paris, Éditions Laurence Teper, 2007, 45 p.  (ISBN 978-2-916010-21-2)[17]
- Entangled, — Papers! — Notes , 1st Contra Mundum Press Editions, édition bilingue, trad. de Mary Shaw, 2017, 296 p.  (ISBN 9781940625256)